# Kościół Trójcy Przenajświętszej w Wołczynie
Kościół Trójcy Przenajświętszej w Wołczynie — rzymskokatolicka świątynia parafialna we wsi Wołczyn, w obwodzie brzeskim, rejonie kamienieckim na terenie Republiki Białoruś. Zabytek architektury późnego baroku o znaczeniu międzynarodowym. Miejsce chrztu świętego i pochówku (w latach 1938–1989) ostatniego króla Polski Stanisława Augusta. Stanowi jedyną pozostałość zespołu pałacowego – dawnego ośrodka dóbr Poniatowskich, w którym w 1732 roku przyszedł na świat przyszły król; rozbudowanego w połowie XVIII wieku przez Czartoryskich

## Historia
Parafia wołczyńska została powołana w 1639 r. Podlegała diecezji łuckiej, wchodząc w skład dekanatu kamienieckiego, a następnie brzeskiego. Pierwszy kościół, wzniesiony z fundacji ówczesnego właściciela dóbr wołczyńskich, wojewody smoleńskiego Aleksandra Gosiewskiego, był skromną drewnianą budowlą, zapewne nawet niekonsekrowaną. Posiadał jedynie niezbędne wyposażenie, w tym trzy proste ołtarze: główny z obrazem Św. Rodziny oraz dwa boczne, z obrazami Matki Boskiej z Dzieciątkiem i Św. Anny. Stał w innym miejscu, niż świątynia obecnie istniejąca – na gruncie ulokowanym przy gościńcu do Wysokiego Litewskiego, w pobliżu rzeki Pulwy, młyna i wsi Kotera, na północny zachód od dworu. Został  zrujnowany podczas wojny północnej. W r. 1727 budowla stała bez dachu, nie nadawała się do odprawiania liturgii. Msze były celebrowane w lokalnej cerkwi greckokatolickiej p.w. ŚŚ. Mikołaja i Jerzego.

Nowy kościół został zbudowany z inicjatywy i kosztem kolejnych właścicieli dóbr –  generała Stanisława Poniatowskiego, ówczesnego podskarbiego wielkiego litewskiego i jego żony Konstancji z Czartoryskich, rodziców późniejszego króla Stanisława Augusta, który urodził się w Wołczynie 17 stycznia 1732 r.  Poniatowscy, po nabyciu Wołczyna w 1721 r., rozpoczęli budowę barokowego pałacu z ogrodem, miasteczka oraz dwóch świątyń – kościoła rzymskokatolickiego i cerkwi greckokatolickiej. W nowo zaplanowanej kompozycji przestrzennej rezydencji kościół stanął w innej lokalizacji niż wcześniejszy, na osi pomiędzy kompleksem pałacowym a miasteczkiem. W tym celu Poniatowskiemu udało się na drodze zamiany pozyskać część ziemi cerkiewnej, położoną bezpośrednio przy gruncie dworskim od strony południowej. W pierwotnym zamiarze świątynia miała być drewniana. Budowę podjęto w 1728 r. po podpisaniu kontraktu z majstrem cieślą z Brześcia, Janem Żydowiczem, który równocześnie budował domy w miasteczku. Tymczasem w ciągu najbliższych kilku miesięcy zmieniła się koncepcja Poniatowskiego, który zrezygnował z kościoła drewnianego, postanawiając wystawić wspanialszy, murowany. W czerwcu 1728 r. zatrudniony cieśla zgodził się w zamian wybudować dom dla plebana oraz nową cerkiew. Erekcję murowanego kościoła ze zrewaloryzowanym funduszem Stanisław Poniatowski zatwierdził w 1729 r.  18 lipca 1729 r. archidiakon brzeski i sędzia surrogat konsystorza generalnego janowskiego Władysław Sutkowski dokonał poświęcenia kamienia węgielnego kościoła, któremu nadano tytuł Zaślubin Najświętszej Marii Panny oraz św. patronów fundatorów, Stanisława i Konstancji. Budowla stanęła w ciągu czterech lat. Zasadnicze prace przy wznoszeniu ścian i wewnętrznych podziałów, tynkowaniu i zamknięciu dachem zostały wykonane w latach 1730 i 1731. Projekt świątyni jest przypisywany warszawskiemu architektowi Johanowi Sigmuntowi Deyblowi, zatrudnionemu w królewskim urzędzie budowlanym, natomiast realizację budowy powierzono majstrowi mularskiemu Stefanowi Nieckowskiemu, który jednocześnie pracował przy wznoszeniu pałacu. Prace związane z wykończeniem, m.in. układanie posadzki marmurowej i ceglanej, zakładanie fundamentów pod trzy ołtarze i tynkowanie sufitów w nawie, lożach, pod chórem i w pomieszczeniach pomocniczych, przeciągnęły się na 1732 i 1733 r. Wtedy też powstała część wystroju – dekoracja elewacji i część sztukaterii wnętrza, być może autorstwa warsztatu warszawskiego rzeźbiarza Johanna Georga Plerscha.

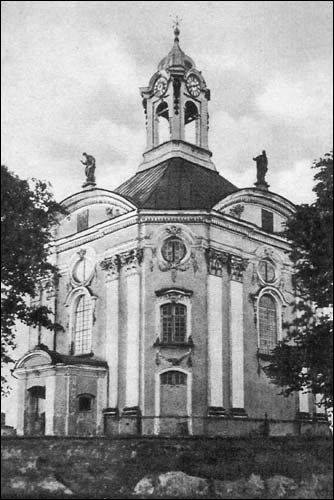
Kościół w latach 30. XX wieku

Zarówno do budowy, jak i wzbogacenia wyposażenia kościelnego przyczynił się także ksiądz Wojciech Kłossowicz, kanonik warszawski, proboszcz wołczyński w latach 1727-1758.
Kościół został benedykowany w 1733 r. przez scholastyka brzeskiego księdza Tomasza Kamińskiego.
W 1738 r. Stanisław Poniatowski odsprzedał Wołczyn swojemu szwagrowi Michałowi Fryderykowi Czartoryskiemu, który wkrótce uczynił z niego centrum polityczne reformatorskiej partii Familii. Wedle świadectwa księdza Kłossowicza w chwili wejścia Wołczyna we władanie Czartoryskiego stały jedynie mury kościelne, przekryte dachem z gontu. Inicjatywie i funduszom księcia podkanclerzego należy przypisać wykonanie wszelkiej dekoracji, 3 ołtarzy z obrazami i snycerską dekoracją, ambony, organów, loży, ławek, dzwonów, czterech kamiennych figur Ewangelistów ustawionych na naczółkach, dachu z pokryciem blaszanym oraz stopni kamiennych przed wejściem i murowanego ogrodzenia z bramą i dzwonnicą. Prace nad wnętrzem trwały w latach 1738–1743.  Eleonora Czartoryska bogato uposażyła kościół w srebrne paramenta, relikwiarze i aparaty, m.in. ufundowała puszkę, na którą z inicjatywy księżnej przerobiono w Gdańsku pamiątkowy srebrny puchar z nakrywą, zdobyty przez Stanisława Poniatowskiego w turnieju strzeleckim zorganizowanym przez Augusta II i odebrany z rąk króla.
W latach 1738-1743 powstała też nowa, murowana plebania po wsch. stronie cmentarza kościelnego.
W dniu 21 lipca 1743 r. biskup łucki i brzeski Franciszek Antoni Kobielski konsekrował kościół pod wezwaniem Najświętszej Trójcy, Nawiedzenia Najświętszej Marii Panny i św. Stanisława, biskupa i męczennika.
W 1753 r. w krypcie pod ołtarzem pochowano 11-letniego Antoniego Czartoryskiego, a przed 1754 r. Józefa Horaina.
19 listopada 1761 r. w kościele odbyły się tu śluby członków rodziny właścicieli Wołczyna – Adama Kazimierza Czartoryskiego z Izabellą z Flemmingów oraz Aleksandry z Czartoryskich 1° voto Sapieżyny z Michałem Kazimierzem Ogińskim, których udzielił biskup poznański Teodor Kazimierz Czartoryski.
W latach 1777-80, gdy Wołczyn należał do Adama Kazimierza i Izabeli Czartoryskich, wraz z pracami remontowymi prowadzonymi przy pałacu, przeprowadzono również restaurację kościoła. Całokształt prac nadzorował nadworny architekt Joachim Hempel, ale większość robót wykonywali miejscowi majstrowie. Wymieniono wówczas strop, pokryto dach nową blachą, pomalowaną po położeniu na kolor biały i zielony. Odnowiono też elewacje i poprawiono sztukaterie wewnątrz. Prace sztukatorskie wykonywał N. Judycki,  a pozłotnicze – Ptaszyński.
W 1798 r. parafia znalazła się w diecezji wileńskiej. W ramach represji po powstaniu styczniowym, w 1866 r. władze carskie odebrały świątynię Kościołowi katolickiemu w 1873 r. rozpoczęto jej przebudowę na cerkiew. Wyrwano marmurową podłogę, rozebrano kruchtę, ołtarz i chór, wywieziono dzwony i ławki. Dla spełnienia wymogów kultu świątynia została przeorientowana, co wymusiło zmianę lokalizacji głównego wejścia. Ikonostas został umieszczony na ścianie wschodniej. Zamurowano więc oryginalne wejście od strony południowej i rozebrano kruchtę, a wybito nowe, w ścianie zachodniej, jednocześnie dobudowując do niego nową kruchtę o cechach stylu rusko-bizantyjskiego. Zwieńczenie latarni zastąpioną cebulastą kopułką. Na osi nowego wejścia, od strony drogi, wzniesiono murowaną, dwukondygnacyjną bramę – dzwonnicę. 30 sierpnia 1876 r. cerkiew konsekrowano pod wezwaniem Trójcy Świętej, podległą cerkwi św. Mikołaja Cudotwórcy w Wołczynie. W okresie funkcjonowania jako cerkiew nie przeprowadzano większych remontów i przeróbek.
W 1918 r. budynek zwrócono katolikom. Do kościoła nie powróciły jednak oryginalne sprzęty i obrazy, nie została odtworzona ambona, a rolę chóru pełniła dawna loża kolatorska. W 1925 r. naprawiono tynki, wykonano piec, wzmocniono konstrukcję wieży, wmontowano nowe drzwi, stolarkę okienną oraz wyremontowano dach. W 1924 r. w pobliżu świątyni wybudowano neobarokową plebanię. Rezultat w postaci częściowego remontu świątyni przyniosło niespodziewane wydarzenie, jakim stał się pochówek szczątków Stanisława Augusta, przeniesionych tu z Leningradu w lipcu 1938 r. Wszelkie dalsze prace przerwał wybuch wojny.
Kościół przetrwał działania wojenne 1939 i 1941 r. W r. 1944, podczas wycofywania się oddziałów niemieckich utrzymujących w nim punkt obronny,   postrzelano dach. Wkrótce został splądrowany przez wojsko radzieckie, zrabowano trumnę królewską, jednak po ustaniu działań frontowych wstawiono ją na powrót do niszy. W kwietniu 1945 r. ostatni proboszcz, Antoni Czyszewicz, repatriując do Polski zdołał zabrać ze sobą archiwum kościelne (w tym metrykę urodzin Stanisława Augusta) i część paramentów, które znalazły się w Gnojnie (pow. Biała Podlaska). Po 1991 r. trafiły one do Archiwum diecezjalnego w Drohiczynie. 
Po 1945 r. kościół został wyłączony z kultu, splądrowany, pozbawiony wystroju sakralnego i zamieniony na magazyn nawozów miejscowego kołchozu. W 1953 r. został skreślony z listy zabytków Białoruskiej SRR. W końcu lat 80. w. XX, po zawaleniu się dachu, świątynię opuścił kołchozowy magazyn. W 1987 r., w związku z inicjatywą przebadania pochowanych w kościele szczątków Stanisława Augusta, konserwatorzy z muzeum w Grodnie dokonali częściowego uporządkowania ruin.  W 1989 r. na zlecenie Fundacji Kultury Polskiej przeprowadzono badania archeologiczne oraz wykonano podstawowe prace zabezpieczające we wnętrzu kościoła. Dokonano również pomiarów fotogrametrycznych budowli i zachowanych elementów wystroju architektonicznego i rzeźbiarskiego wnętrza.
Na początku lat 90. XX w. odrodziła się tutejsza parafia, a wierni rozpoczęli przygotowania do odnowienia świątyni. Kościół w stanie pół-ruiny stał zamknięty. W 2007 roku podjęto decyzję o przekazaniu zniszczonego budynku diecezji pińskiej. W latach 2009–2013 kościół odbudowano z zewnątrz pod kierunkiem arch. konserwatora Wiktora Wilka z Zamościa. Przywrócono oryginalną orientację, poprzez wybicie wejścia od strony południowej, rozebrano pozostałości cerkiewnej kruchty (od strony zachodniej), przywrócono dawną kolorystykę elewacjom. Dzięki wsparciu fundacji Polska Miedź z Lubina świątynię przykryto dachem i wzniesiono wieżyczkę z zegarem. W kolejnych latach przeprowadzono prace restauracyjne nie zgodne ze sztuką konserwatorską, m.in. skuto sztukaterie elewacji i zastąpiono je odlewami z tworzywa, powtarzającymi dawną formę czy zamontowano plastikowe okna o szprosach nie odpowiadających pierwotnym podziałom.
22 listopada 2020 roku biskup piński Antoni Dziemianko ponownie konsekrował odrestaurowaną świątynię, a następnie odprawił w niej mszę świętą.

## Miejsce pochówku Stanisława Augusta Poniatowskiego
W lipcu 1938 r. trumna z królewskimi szczątkami została nieoczekiwanie zwrócona Polsce przez rząd radziecki w związku z planami przebudowy centrum Leningradu i przewidywaną rozbiórką kościoła Św. Katarzyny, miejsca spoczynku Stanisława Augusta. Rząd polski został powiadomiony o decyzji radzieckich władz kilka miesięcy wcześniej. Decyzją premiera Felicjana Sławoja Składkowskiego trumna, bez zachowania ceremoniału państwowego, miała zostać umieszczona w Wołczynie, a wszelkie podejmowane w związku z tym działania były ściśle tajne. W maju Ministerstwo Spraw Wewnętrznych postanowiło podjąć stosowny remont kościoła, uruchomienie środków na ten cel napotykało jednak na trudności. Ostatecznie w czerwcu proboszcz ks. Antoni Czyszewicz, zobowiązany do zachowania ścisłej tajemnicy, zlecił renowację niszy studentowi malarstwa krakowskiej Akademii Sztuk Pięknych Józefowi Charytonowi, który spędzał wakacje w rodzinnym Wysokim Litewskim. Zlecona Charytonowi „ważna praca remontowo-konserwatorska” objęła oczyszczenie, uporządkowanie i dekorację malarską niszy w pomieszczeniu dawnego skarbca, w północno-zachodnim aneksie kościoła, w duchu klasycyzmu stanisławowskiego, i umieszczenie złoconego napisu „Stanislaus Augustus Rex Poloniae”.    
Królewska trumna, dostarczona pociągiem na graniczną stację w Stołpcach i dalej do Wysokiego, nocą 17 lipca została w konspiracji i pod osłoną policji przywieziona do Wołczyna. Pochówek odbył się w  tajemnicy przed opinią publiczną, bez państwowego ceremoniału. Skrzynia z trumną ważąca około 600 kilogramów nie zmieściła się w przygotowanej krypcie, była za duża i w związku z tym postawiono ją w niszy skarbca, starannie zabezpieczając, a urny zawierające serce i wnętrzności króla złożono w krypcie. Po dwóch tygodniach polska opinia publiczna została powiadomiona w komunikacie prasowym o przetransportowaniu i pochowaniu szczątków ostatniego polskiego króla w miejscu jego urodzenia. Następnie w listopadzie w zamurowanym wejściu do skarbca wybito duży otwór i wstawiono żelazną kratę, umożliwiającą oglądanie trumny.
We wrześniu 1939, po wkroczeniu  Armii Czerwonej, grobowiec został splądrowany, a sarkofag zniszczony. W nocy z 27 na 28 kwietnia 1945 włamano się do kościoła. Skradziono wówczas przedmioty z trumny królewskiej.  
W r. 1987 podjęto pierwsze próby przebadania krypty i nisz kościoła w poszukiwaniu szczątków Stanisława Augusta. W grudniu 1988 r. ówczesny minister kultury i sztuki PRL, Aleksander Krawczuk, powołał komisję ds. sprowadzenia szczątków króla do kraju pod przewodnictwem prof. Aleksandra Gieysztora. 12 XII Komisja udała się do Wołczyna w celu poddania oględzinom kościoła. Stwierdzono znaczne zniszczenia obiektu i rozproszenie pozostałości pochówku. Ekshumowane resztki domniemanych szczątków grobowca (drobiny kości, fragmenty szat i trumny) przewieziono do Warszawy. Szczątki i fragmenty tkanin poddano badaniom antropologicznym, paleopatologicznym i konserwatorskim, następnie zebrano do urny. Została ona początkowo wystawiona w pałacu Na Wyspie w Łazienkach Królewskich, a następnie złożona na Zamku Królewskim w Warszawie. Ostatecznie 14 lutego 1995 r. odbył się uroczysty pogrzeb szczątków, które spoczęły w krypcie królewskiej w archikatedrze warszawskiej p.w. św. Jana. 

## Architektura i wystrój kościoła
Kościół jest usytuowany w centrum osiedla, pomiędzy dawnym miasteczkiem a pozostałościami założenia pałacowego, przy drodze z Brześcia do Wysokiego. Został wybudowany z cegły i otynkowany, w stylu architektury późnobarokowej z elementami stylu Regencji i rokoko. Jest świątynią o kompozycji centralnej, wzniesioną na planie kwadratu ze ściętymi narożami, fasetowym dachem namiotowym z wysoką wieżyczką na sygnaturkę i zegar (ufundowany przez Czartoryskich, zniszczony w 1939, odrestaurowany w 2010). 
W podziemiu dwóch narożników od strony zachodniej (pod dawnym skarbcem i chórem muzycznym) znajdują się  płytkie krypty.

Elewacje uzyskały analogiczny wystrój, są malowane na charakterystyczny czerwony kolor skontrastowany z podziałami ramowymi z białego tynku. Wejście znajduje się w ścianie południowej, prowadząc od strony dawnego miasteczka. Dłuższe elewacje ujęte są parami pilastrów  kompozytowych w wielkim porządku, pomiędzy którymi znajdują się okna zamknięte półkoliście i powyżej owalne, w bogatej oprawie sztukatorskiej z motywami girland, podwieszonych chust i kartuszy. Sztukaterie zostały najpewniej wykonane przez warsztat Johanna Georga Plerscha. Elewacje wieńczą odcinkowe naczółki, na których ustawione były kamienne rzeźby czterech Ewangelistów wykonane przez Johanna Chrisostoma Redlera (obecnie tylko Św. Jan). Na wąskich ścianach narożnikowych umieszczono ona w trzech kondygnacjach –  dwa zamknięte odcinkowo oraz u góry okulus, również w bogatej oprawie. 
Wnętrze ma plan krzyża greckiego, uzyskanego poprzez umieszczenie w narożach wysuniętych do wnętrza, trójbocznie zamkniętych, dwukondygnacyjnych aneksów, mieszczących schody i owalne pomieszczenia: w przyziemiu skarbiec, zakrystię i składziki  oraz w pierwszej kondygnacji empory i oryginalnie lożę kolatorską (. Ściany podzielone są na dwie kondygnacje obiegającym belkowaniem, wyłamanym nad oknami środkowymi dłuższych ścian. Dolna cześć artykułowana jest pilastrami kompozytowymi ujmującymi okna i półpilastrami w narożach ścian, górna – pilastrami toskańskimi. W ścianach aneksów znajdują się po trzy zamknięte odcinkowo otwory w postaci drzwi, ponad nimi portes-fenêtres i okien najwyżej. Sztukatorska dekoracja ścian, niegdyś bardzo bogata, obejmuje motywy regencyjne i rokokowe: główki anielskie wśród obłoków, cherubiny, we fryzie ulistnione rozety i skrzyżowane gałęzie palmowe, pas ornamentu akantowo-taśmowego z muszlą, udrapowane wstęgi ze zwisami kampanulowo-różanymi, kartusze z podwieszonymi draperiami. Posadzka ułożona została z kwadratowych płyt z kamienia gotlandzkiego.
Z bogatego wystroju i wyposażenia kościoła nic nie przetrwało. Głównymi elementami wystroju wnętrza były trzy ołtarze w formie scenograficznych struktur, do których kompozycji wykorzystano artykulację ściany. W ołtarzu głównym wielkie okno, ujęte sztukatorską glorią i ramowane pilastrami ściennymi stanowiło świetliste tło dla tabernakulum w kształcie cyborium na kolumnach, po bokach stały duże, złocone figury klęczących aniołów, a w szczyt, powyżej belkowania ściany, zdobiła grupa Trójcy Świętej wykonana ze stiuku. Boczne ołtarze miały wezwania Nawiedzenia Najświętszej Marii Panny i św. Stanisława Biskupa. Według tradycji, z kościoła w Wołczynie pochodzi obraz Matki Boskiej z Dzieciątkiem z 1. połowy XVII w., który od r. 1995 znajduje się w kościele par. Narodzenia NMP w Secyminie-Nowinach i jest w nim czczony jako MB Radosna Opiekunka Przyrody.
Wartości artystyczne kościoła
Architektura wołczyńskiego kościoła plasuje go w rzędzie wybitnych dzieł prawdziwie europejskiej klasy. Oryginalny projekt nie znajduje analogii na tle współczesnej architektury sakralnej na terenie Rzeczypospolitej. Centralny plan wraz z układem lóż wewnątrz, eleganckie ujęcie elewacji i plastyczna późnobarokowa dekoracja sztukatorska nadają budowli charakteru ozdobnego pawilonu, przynależącego do kompleksu pałacowego. Bryła i forma architektury wraz z dekoracją włączała więc kościół w kompleks rezydencji. Stanowił wyraźne dopełnienie założenia pałacowego, miał charakter dworskiej kaplicy, która została ulokowana w powiązaniu osiowym z kompleksem, po jego południowej stronie, a pomiędzy miasteczkiem i rezydencją. Ustosunkowanemu na dworze królewskim Poniatowskiemu, do wykonania projektu świątyni, która uświetniałaby jego rezydencję, udało się zaangażować któregoś z dobrych architektów związanych z królewskim Urzędem Budowlanym działającym w Warszawie, najpewniej Johanna Sigismunda Deybla. Wysokiej klasy artystów warszawskich zatrudnili również Czartoryscy do realizacji stiuków (warsztat Johanna Georga Plerscha) i rzeźb Ewangelistów (Johann Chrisostom Redler).
Na kościele wzorowano się przy budowie później powstałych kaplic wzniesionych przy rezydencjach, m.in. w Jabłonowie Litewskim (obecnie Szczeczyce, Białoruś), kaplicy grobowej Pruszyńskich w Łoszycy (obecnie Mińsk, Białoruś) oraz kaplicy dworskiej Starzeńskich w Klukowie (powiat Wysokie Mazowieckie, woj. podlaskie) 